# Søllerød
Søllerød er en nordlig bydel i Storkøbenhavn beliggende i Rudersdal Kommune ca. 17 km nord for centrum. Søllerød ligger i bydelen Holte-Nærum med 20.021 indbyggere  (2024). Indtil 2007 lå området i Søllerød Kommune, men blev ved Kommunalreformen slået sammen med Birkerød Kommune til den nuværende kommune.
Søllerød ligger mellem Kongevejen og Helsingørmotorvejen og tæt på Nærum Station og Holte Station. I den ældste del af bydelen findes et gadekær, Søllerød Kro og Søllerød Kirke. Her ligger også Mothsgården, som nu er en del af Rudersdal Museer. På dette landsted har flere kulturpersonligheder boet, således Storm P. Den norske komponist Edvard Grieg komponerede sin A-mol-koncert (opus 16) her under sit sommerophold i 1868. Den blev første gang fremført i Tivoli i april 1869, før den gik sin sejrsgang verden over som en af de mest spillede klaverkoncerter. 

## Historie
Søllerød går tilbage til middelalderen. Endelsen -rød fortæller, at der er tale om en rydningsbebyggelse.
I 1682 bestod Søllerød landsby af 5 gårde og 9 huse uden jord. Det samlede dyrkede areal udgjorde 221,0 tønder land skyldsat til 57,34 tønder hartkorn. Dyrkningsformen var trevangsbrug.

### Befolkningsudviklingen
Da hovedstaden begyndte at vokse ud over sine grænser, blev også Søllerød påvirket af den fremadskridende urbanisering. Befolkningsudviklingen i Søllerød var følgende: i 1906 bestod byen af 87 huse med 413 indbyggere i 1911 459 indbyggere, i 1916 688 indbyggere, i 1930 havde byen 938 indbyggere, i 1935 var der 260 husstande med 985 indbyggere, i 1940 var der 326 husstande med 1.083 indbyggere, i 1945 havde byen 1.058 indbyggere, fra 1950 blev hele Søllerød Kommune betragtet som forstad til København.

### Byudviklingsplanlægning
Den fremadskridende byudvikling fik også betydning for byplanlægningen. Da den såkaldte "Fingerplan" - Skitseforslag til Egnsplan for Storkøbenhavn - blev offentliggjort i 1947 med sit forslag om at samle den fremtidige byudvikling i hovedstadsområdet langs banelinjer, blev det også forudsat, at Søllerød kunne vokse og på længere sigt udgøre et sammenhængende forstadsområde sammen med Nærum og Holte stationsby. Fingerplanen førte til vedtagelse af byreguleringsloven i 1949, som forudsatte nedsættelse af et byudviklingsudvalg for Københavns-egnen til planlægning af den fremtidige byudvikling i Hovedstadsområdet i form af en såkaldt byudviklingsplan.
Den 6. oktober 1949 nedsattes et byudviklingsudvalg for Københavns-egnen, som den 2. maj 1951 offentliggjorde "Betænkning vedrørende Partiel Byudviklingsplan nr. 2 for Københavns-egnens byudviklingsområde". Heri konstateredes, at der var sket mindre udstykninger ved Søllerød. Skønt Søllerød lå uden for de banetrafikbetjente områder (Nærumbanen og S-banen til Holte), men under indtryk af, at området var byggemodnet i form af kloakering, og at byudviklingen forudsattes ikke at være i konflikt med frednings- og friluftsinteresser, blev næsten hele det udpegede byudviklingsområde i tilknytning til Søllerød lagt i inderzone,, det vil sige kunne bebygges når og hvis, kommunalbestyrelsen ønskede det.
Den oprindelige byudviklingsplan blev senere opdateret med "Betænkning vedrørende Partiel Byudviklingsplan nr. 7 for Københavns-egnens byudviklingsområde" fra 1966, som for Søllerøds vedkommende dog kun stadfæstede den tidligere plan og skete byudvikling.

## Grønne områder mm
Søllerød omgives mod nord af Søllerød Kirkeskov og Attemosen, mod nordøst af Vestermose og Kigrenden, mod nordvest af Søllerød Sø, mod vest af Geelskov, i syd ligger Ravnholm Skov og Mølleåen med forbindelse til Jægersborg Hegn og Jægersborg Dyrehave.

## Transportforbindelser
Mod øst ligger Nærumbanen med station ved Nærum. Endvidere ligger Helsingørmotorvejen (E47, E55) her.